# Chețani
Cheţani (Hongaars: Maroskece) is een comună in het district Mureş, Transsylvanië, Roemenië. Het is opgebouwd uit zeven dorpen, namelijk:
- Cheţani (Maroskece)
- Coasta Grindului (Berekszéle)
- Cordoş (Kardos)
- Giurgiş (Györgyed)
- Grindeni (Gerendkeresztúr)
- Hădăreni (Hadrév)
- Linţ (Lincitanyák)

## Demografie
De comună telde in 2002 nog zo'n 2.889 inwoners, in 2007 waren dit er nog 2.794. Dit is een daling van 95 inwoners (-3,3%) in vijf jaar tijd.
Het merendeel van de dorpen heeft een vrijwel volledig Roemeense bevolking, met uitzondering van Giurgiş (76% Hongaars),  Grindeni (35% Hongaars) en Hădăreni (15% Hongaars). In de gemeente woonden opgeteld 347 etnische Hongaren, wat neerkomt op ruim 12% van de bevolking.